# Utopian Land
Utopian Land – utwór greckiego zespołu muzycznego Argo wydany w formie singla 10 marca 2016 roku. Piosenkę napisał i skomponował Vladimiros Sofianidis.
10 marca 2016 roku ukazał się oficjalny teledysk do piosenki. Tego samego dnia grecki nadawca publiczny ERT ogłosił, że utwór został wybrany wewnętrznie na propozycję reprezentującą Grecję w 61. Konkursie Piosenki Eurowizji organizowanym w Sztokholmie. 10 maja został zaprezentowany przez zespół jako drugi w kolejności w pierwszym półfinale konkursu i zajął szesnaste miejsce z 44 punktami na koncie, przez co nie zakwalifikował się do finału.

## Lista utworów
CD single
1. „Utopian Land” – 2:54